# Contea autonoma yi di Ninglang
La contea autonoma yi di Ninglang (宁蒗彝族自治县S, Nínglàng Yízú ZìzhìxiànP) è una contea della Cina, situata nella provincia di Yunnan e amministrata dalla prefettura di Lijiang.